# Elecciones parlamentarias de Chipre de 2011
Las elecciones parlamentarias de Chipre de 2011 se celebraron el 22 de mayo.

## Resultados electorales
| Listas | Listas                                | Votos   | %     | +/- % (2006) | Asientos | +/- (2006) |
| ------ | ------------------------------------- | ------- | ----- | ------------ | -------- | ---------- |
|        | Agrupación Democrática                | 138.682 | 34,28 | +3,76        | 20       | +2         |
|        | Partido Progresista del Pueblo Obrero | 132.171 | 32,67 | +1,36        | 19       | +1         |
|        | Partido Democrático                   | 63.763  | 15,76 | −2,22        | 9        | −2         |
|        | Movimiento por la Socialdemocracia    | 36.113  | 8,93  | −0,03        | 5        | ±0         |
|        | Partido Europeo                       | 15.711  | 3,88  | −1,91        | 2        | −1         |
|        | Movimiento Ecológico y Ambiental      | 8.960   | 2,21  | +0,25        | 1        | ±0         |
|        | Otros                                 | 9.177   | 2,27  | +1,5         | 0        | -          |
| Total  | Total                                 | 531.463 | 100   | -            | 59       | -          |